# Dermografismo
Urticária dermográfica, também conhecida como dermografismo, dermatografismo ou skin writing, é um distúrbio na pele verificado entre 1,5% a 23,5% da população, no qual a pele torna-se inchada e inflamada quando picada ou arranhada por um objeto de ponta romba. O dermografismo é causado por mastócitos na superfície da pele, que liberam histaminas sem a presença de antígenos, devido à presença de uma fina membrana que os recobre. As histaminas liberadas causam o inchaço (edema) na pele nas áreas afetadas.
Esta fina membrana se rompe fácil e rapidamente sob pressão física, causando uma reação alérgica, normalmente um edema vermelho que aparece na pele. É também comum ser confundida com uma reação alérgica ao objeto causando comichão, quando de fato é o ato de coçar que causa o edema. Estes edemas são o início de um conjunto que se formam em minutos, acompanhados por uma sensação de calor e/ou prurido. O primeiro aparecimento desse conjunto de edemas pode levar ao surgimento em partes do corpo que não foram diretamente estimuladas, coçadas ou raspadas. A coloração vermelha e o inchaço permanecem por aproximadamente 10 minutos. Muitas vezes, isto leva a dificuldades para adormecer, irritabilidade e desconforto geral.
Pode ser tratado com Anti-histamínicos ou cromoglicato, que previnem que a histamina provoque uma reação. A causa primária do dermografismo é desconhecida e pode durar muitos anos sem alívio. 95% dos casos crônicos nunca são resolvidos. Às vezes, a condição desaparece, outras vezes, fica para sempre. A doença não põe a vida da pessoa em risco.

## Características
Dermografismo é uma doença da pele que afeta cerca de 5% da população e que se caracteriza pelo aparecimento de coceira intensa em locais de pressão. Após o ato de coçar, surgem “lanhos” vermelhos na pele. É uma forma de urticária, sendo também chamado de urticária factícia ou urticária falsa. A urticária clássica se caracteriza pelo surgimento de placas avermelhadas que se acompanham de coceira na pele, podendo ter causas variadas, como medicamentos, alimentos, certas doenças, entre outras causas. No caso do dermografismo, após pressão sobre um determinado local no corpo, a coceira surge em primeiro lugar e só após se coçar é que surgem as placas. Por isso, é comum que se inicie em locais onde a roupa aperta, elásticos, alça do sutiã.
O dermografismo faz parte de um grupo de urticárias denominado de Urticárias Físicas, ou seja, desencadeadas por estímulos físicos, como, por exemplo: calor, frio, pressão, colinérgica entre outros, e constitui a manifestação mais comum deste grupo. É mais comum em mulheres e o fator emocional é uma das principais causas. Entretanto, recomenda-se que outros processos e doenças orgânicas devem ser investigadas, da mesma maneira que na urticária. A palavra dermografismo deriva do grego e significa “escrever na pele”, já que é possível com uma ponta romba que se vejam as letras escritas na pele em função da reação eritematopapulosa que se forma. 
Na maioria das vezes, o dermografismo costuma ser brando, passando despercebido. Entretanto, em alguns casos, pode assumir formas mais intensas e bastante incômodas.

## Apresentação

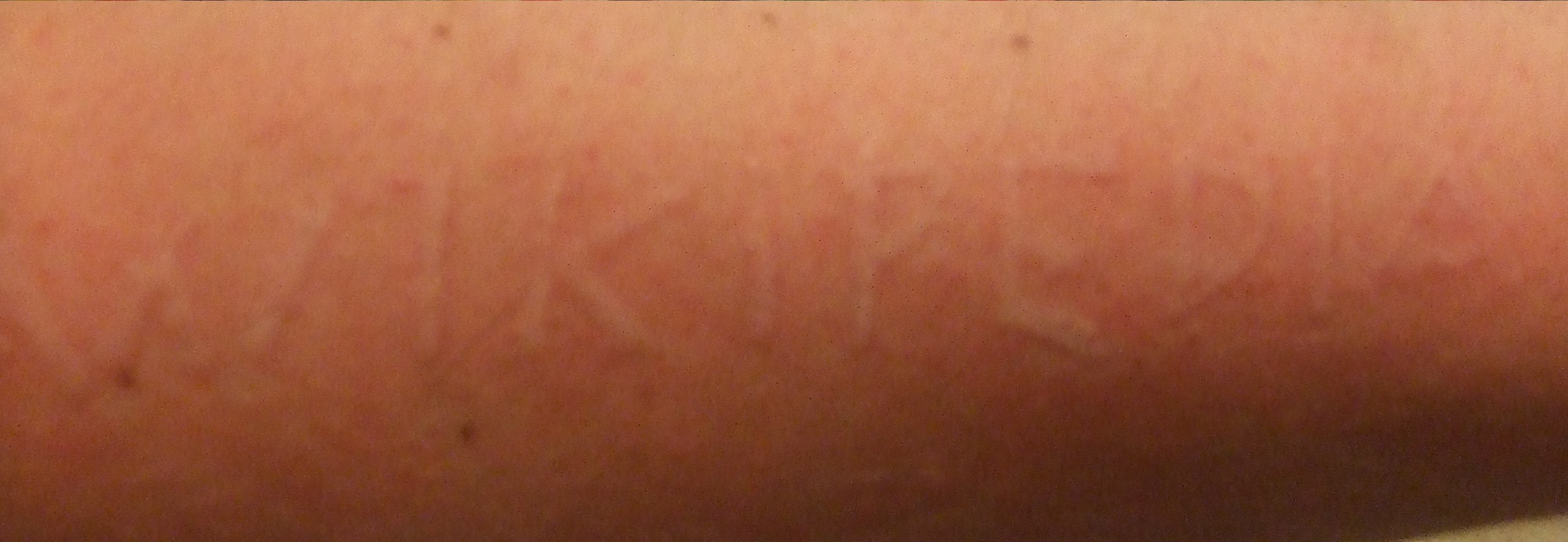
A palavra "Wikipedia" escrito na pele com dermografismo.

O inchaço normalmente é formado nos 5 minutos seguintes a friccionar a pele e persiste por 15-30 minutos. Um curto período refratário após o desaparecimento do vergão já foi observado. Vergões gigantes podem se desenvolver se ocorrer uma extensão profunda do inchaço.
Também são descritas formas intermediárias e retardadas de dermografismo. Estas se desenvolvem mais lentamente e podem durar várias horas ou dias. Em pacientes com dermografismo sintomático, a erupção cutânea está associada a coceira, que muitas vezes é mais severa à noite. Os sintomas podem ser agravados pelo calor (banho quente), pressões menores (coçar, fricção de roupas ou esfregar com a toalha), exercício, stress e emoções.

## Formas
Coceira e inchaço podem afetar todas as superfícies do corpo, mas o couro cabeludo e a genitália normalmente não estão envolvidos. Todavia, dispareunia (dor durante o ato sexual) e vulvodinia têm sido relatados em pacientes com dermografismo sintomático. Formas mais raras de dermografismo incluem:

### Dermografismo vermelho
Esfregaço repetido induz pequenos inchaços em forma de pontos que são mais proeminentes no tronco do que nos membros. Esta forma é possivelmente associada à dermatite Seborreica.

### Dermografismo folicular
Ocorrem pápulas, urticárias passageiras, discretas, foliculares, em um fundo eritematoso brilhante.

### Dermografismo colinérgico
Uma grande linha eritematosa guarnecida com inchaços em forma de pontos similares à urticária colinérgica (vergões menores que a urticária clássica e rodeados de grandes áreas de eritema macular). Púrpura foi observada em casos severos. Pode estar associada à urticária colinérgica.

### Dermografismo retardado
Aproximadamente 3-8 horas após a resposta dermográfica imediata, um inchaço quente, profundo e macio retorna ao mesmo local e persiste por até 48 horas. Esta forma é resistente à terapia convencional e é fortemente relacionada à urticária por pressão.

### Dermografismo precipitado ao frio[4]
Somente um caso publicado.

### Dermografismo induzido por exercício.
Tanto o suor na pele, quanto a mudança brusca no metabolismo podem desencadear uma crise de dermografismo (Apesar de incomum, exercícios estimulam outros tipos de urticária).

### Dermografismo familiar
Somente um caso publicado. Provavelmente herdado como um traço dominante autossômico. 

## Causas
O dermografismo sintomático congênito foi descrito como o primeiro sinal de mastocitose sistêmica. Além disso, o dermografismo pode ser um sintoma da síndrome de ativação de mastócitos. Normalmente é idiopático. Pode ter uma base imunológica em alguns pacientes. Transferência passiva da resposta dermográfica com imunoglobina E — e não foi identificado nenhum alergênico.
Pode ser ativado por drogas (por exemplo, penicilina), uma mordida de inseto, infecção de Helicobacter pylori ou uma infestação (por exemplo, sarna, fascíola). Um estudo informou que fatores psíquicos e uma história de eventos de vida estressantes parecem fazer um papel de ativação em 30% dos pacientes. Aproximadamente 75% dos pacientes de Síndrome hipereosinofílica, que tem envolvimento de vários sistemas e mortalidade alta, possuem dermografismo. 

## Tratamento
Para confirmar, basta fazer um pequeno teste: risque a pele utilizando um clip de papel. Nos casos positivos, um vergão surge em minutos no local. Procure um médico alergista para confirmar o diagnóstico e orientar seu tratamento.
O tratamento é feito com medicamentos anti-histamínicos (antialérgicos) para controle da coceira, impedindo o aparecimento dos vergões na pele.